# 美少女戦士セーラームーン (テレビドラマ)
『美少女戦士セーラームーン』（びしょうじょせんしセーラームーン）は、2003年10月4日から2004年9月25日までTBS系列で放送された特撮テレビドラマ。CBC製作、本編全49話。

## 概要
1990年代にテレビアニメ化されて大ブームとなった武内直子の漫画『美少女戦士セーラームーン』を原作に、CBC・電通・東映が製作した日本のテレビドラマ。スタッフの殆どが前年度放送の『仮面ライダー龍騎』と共通し、シリーズ構成の小林靖子が初めて脚本を全話執筆した作品でもある。
舞台は放送期間に合わせて20世紀から21世紀に変更され、登場人物の性格設定を現実風にアレンジ。アニメチックなカラフルな髪とピアスはファンタジー世界の住人に限定され、殆どの登場人物がウィッグなしの黒い髪で登場し、変身前と変身後で主人公たちの髪色が変わる演出が入った。原作漫画の第1期ダーク・キングダム編に基づいているが、前世への考え方で登場人物に対立が生まれたり、衛と四天王の関係の掘り下げなどの独自のストーリー展開が行われた。セーラールナや黒木ミオ、ダークマーキュリーなどのオリジナルキャラクターが登場し、キャラクターデザインの一部は、オーディション審査員も務めた原作者の武内直子が担当した。
セーラー戦士役のオーディション審査には全国1100人以上の希望者から沢井美優、浜千咲（後の泉里香）、北川景子、安座間美優、小松彩夏が選ばれた。本作品で女優デビューした北川景子は「演技の基本を学んだ大切な作品」と語っている。
白倉伸一郎によると、既にミュージカルが成功していたことから、映画監督の那須博之がモーニング娘。主演で実写映画化を企画したが諸事情で実現しなかった。しかし、この案が関係者の脳裏に焼き付いたためにテレビドラマ化が企画され、企画を横取りしてしまったお詫びにと那須は実写映画『デビルマン』の監督に選出されたという。
2003年12月21日には、CBCラジオでラジオ特番「DJムーン」を放送したことがある。また放送終了後、特別編ビデオ（オリジナルビデオ。東映 / バンダイビジュアル製作）として、最終回から4年後、うさぎと衛の結婚前夜を描いた「Special Act.」と、愛野美奈子がセーラーVとして覚醒するセーラームーン前史「Act.ZERO」が発売された。
テレビアニメ版とミュージカル版のタイトルの英語表記はPretty Soldier Sailor Moonだが、テレビ実写版ではPretty Guardian Sailor Moonに変更されており、原作も新装版コミックスからこの英語表記に変更されている。
TBS系で東映特撮作品が放送されるのは、MBS製作の『仮面ライダーBLACK RX』以来15年ぶり。また、女児向けの特撮テレビドラマとしては『有言実行三姉妹シュシュトリアン』以来10年ぶりとなる。『燃えろ!!ロボコン』以来となる、シリーズ物に属さない単発の東映特撮作品で、『非公認戦隊アキバレンジャー』までは単発の東映特撮テレビ作品は放送されなかった。
メインセーラー戦士を演じた5人は放送終了から10年以上経過した後も、定期的に「戦士会」と呼ばれる女子会を開いており、ブログやXなどのSNSに、5人揃った写真を定期的にアップしている。
2023年12月25日には本作の主要キャスト5人が再集結して作品に関するトークを繰り広げた「セーラー戦士 20年目の同窓会」がCBCテレビで放送され、のちにインターネットテレビの無料配信サービス・TVerでも12月26日から2024年1月9日まで無料配信、さらに2024年1月13日から1年間の予定で有料配信サービスのU-NEXTで、テレビ放送では編集でカットされた箇所を含めた「ディレクターズカット」を配信する。

## 商業評価
- 放映当時の情報番組がとある量販店の店舗を基準に集計したランキングでは、放映期間中の2003年クリスマス時期で本作品のアパレル商品が女玩で一番売れていた事実が報道されている。
- 2003年11月のバンダイこどもアンケートにおいてもクリスマスプレゼントに欲しい玩具では3 - 5歳の女児では東映オリジナルの『明日のナージャ』を上回る3位（上位二つは実用品、キャラものでは最上）、6 - 8歳においても8位（タカラのリカちゃん人形と同列）であり、これらの事実から女児層における人気は高かったことが分かる[3][4]。
- ビデオソフトとDVDの合計売り上げは、2004年11月時点の8巻までで計11万本[5]。

## 登場人物
月野うさぎ／セーラームーン
十番中学校に通う普通の女の子。原作とアニメの「泣き虫でドジ」という性格描写はあまり見られない。また、原作やアニメのように物事に消極的ではなく、明るく前向きな頑張り屋。
母・育子はイケイケ主婦で、原作やアニメ版ほど教育ママではなくうさぎをよく可愛がっている。「オムレツにチーズを入れるか入れないか」というくだらない理由でうさぎとケンカしたり、テレビリポーターデビューを夢見たりする。進悟が小生意気な弟である点は変わらず。父親は電話で存在が示されただけだったが、「Special Act」で監督の田﨑竜太が父親役を演じた。
過去の「プリンセス・セレニティ」という完全な別人格が存在し、うさぎの「負」の心が高まると現れる。最終回では衛を倒して絶望したプリンセスが世界を滅ぼしてしまい、うさぎ自身の命と銀水晶を犠牲にしてうさぎが存在しない世界を作ったが、亜美たちの記憶によってうさぎだけが蘇った。
水野亜美／セーラーマーキュリー
十番中学校の心優しい優等生。原作のように成績優秀だが「全国模試連続一位」から「塾やクラスで成績首位」に変更。変身前の髪型はセミロング（変身後は水色のショートカット）。物語前半では常時メガネを着用し、地味な服装をしている。
原作やアニメより更に内気で大人しい性格で、原作の「勉強しか取り柄がない」「うさぎと親しくなるまで友達がいなかった」という自己評価が掘り下げられ、天才と呼ばれて普通の子のように振る舞えない不安や、初めての友達であるうさぎへの嫉妬心が追加され、心の闇をクンツァイトに付け込まれる。勤務医の母・冴子とのエピソードが追加された。
火野レイ／セーラーマーズ
火川神社の霊感少女。性格設定は原作のような「神秘的なクールビューティー」となっている。そのため、テレビアニメ版で見られたうさぎとの大喧嘩は見られないが、何かにつけてうさぎを気にかけるお姉さん的な面はテレビアニメの性格要素もある。
原作同様に霊感で偏見を受けたり、国会議員の父・隆司との確執に触れられている。気の強い姉御肌で、前世の使命に生きようとする美奈子との対立が追加された。「マーズれいこ」という偽名で芸能界に潜入したこともある。
木野まこと／セーラージュピター
十番中学校の転校生。原作のようにボーイッシュでぶっきらぼうだが、前向きなしっかり者。料理が得意で可愛らしいグッズを好む。憧れていた先輩や友達など周囲の人々が離れてしまったトラウマにより、孤独を抱えている。
テレビアニメと違って惚れっぽい性格描写はあまり見られないが、好きな人に似ていたという理由で、騙されていると思いながら雨の中で待ち続けるという一途なところは共通する。原作同様に両親を飛行機事故で失い、飛行機が苦手。じゃがいもが食べられない。
愛野美奈子／セーラーV／セーラーヴィーナス
「アイドルを夢見る女子中学生」から「ティーンエイジャーに人気のアイドル」に変更。変身前はトレードマークの赤いリボンをつけていない。性格も原作やアニメ版のような明るいおバカキャラから､クールで意地っ張りな性格となっている。
原作同様にプリンセスの影武者として登場。プリンセス覚醒後も、プリンセスの生まれ変わりであるうさぎを守ろうと単独行動をし、かなり後まで仲間として合流することはなかった。
最終決戦を前に病死したため、残された4人で最終決戦に向かった。最終回のラストでプリンセスが一度滅ぼした世界を復元した際に、病気の件もリセットされたため生存している。
ヴィーナス以外、前世の記憶を完全に取り戻すことはなかった。
地場衛／タキシード仮面
原作同様に高校生という設定で、幻の銀水晶を求めて怪盗として活動する。両親を失った後は日下家の援助で生活し、幼なじみの日下陽菜と婚約しているが、うさぎと惹かれ合っていく。一時期ロンドンへ留学する。
真面目で意地っ張りだが、うさぎをからかう茶目っ気も持つ。タキシード仮面の正体に最初に気づくのはうさぎではなく、まことになっている。
原作と違って洗脳されず、四天王を人質に取られてダークキングダムに幽閉され、うさぎを想う度に命を吸い取る石を植え付けられる。星を守るためにクインメタリアを体の中に取り込むが逆に支配され、メタリア・エンディミオンとなってしまう。自ら望んでうさぎに倒されたが、吸い取られた命を四天王に返されて蘇った。
ルナ
うさぎのパートナー。「喋る猫」から「喋って動くぬいぐるみの猫」に変更。
うさぎたちにアイテムを与えたり、カラオケ・クラウンを秘密基地に改造した。妖魔を感じると額の三日月が光る。
幻の銀水晶の力を浴びてからは、くしゃみをすると人間の幼い女の子に変身する体質になり、『セーラールナ』（下記）にも変身するようになった。
アルテミス
美奈子のパートナー。喋る白猫のぬいぐるみ。無理をして一人で戦う美奈子を心配している。
大阪なる
うさぎの親友。原作・アニメ版では触れられなかった亜美との関係が描かれている。なるがうさぎと亜美の仲に嫉妬心を抱くなどといったエピソードがあるが、最終的には3人とも仲良くなる。うさぎがセーラームーンであることを知って、応援するエピソードが追加された。
古幡元基
カラオケボックス・クラウンのアルバイト。「うさぎとまことが憧れる爽やかな大学生」から「ペットの亀吉を愛する亀オタクの高校生」に変更。「地場衛の同級生で親友」というテレビアニメ版の設定を踏襲している。
かなりの天然ボケ。原作とは逆にまことに片想いしており、終盤で両思いになる。「Special Act」のラストシーンではうさぎが投げた花嫁のブーケをキャッチし、まことに渡してプロポーズする。
クイン・ベリル
地球征服を狙う闇の組織・ダーク・キングダムの女王。設定は原作やアニメとほぼ同様だが、ジェダイトには甘い。
エンディミオンと世界と最強の力を手中に収めるプリンセスを憎み、四天王を人質にして衛を仲間にした。クインメタリアを取り込んだ衛が倒され、世界もプリンセスに破壊されて絶望。ジェダイトを解放するが断られ、そのまま崩れ落ちるアジトと運命を共にした。
ダーク・キングダム四天王
原作同様に「洗脳されたプリンス・エンディミオンの従者」で「四つの石の化身」。ジェダイトとゾイサイトは一度石に戻ったが蘇り、4人ともラスト近くまで健在。
「Act ZERO」ではダークキングダム四天王が登場しないが、俳優陣が交番勤務の警察官（ジェダイト役の増尾遵のみ婦人警官）役で登場する。ただし、性格や口癖などは四天王を踏襲している。
ジェダイト
妖魔を使い、人間の生体エネルギーであるエナジーを集めている。まだ幼いので経験が浅い。クイン・ベリルを慕い、洗脳を解かれた後も最後まで行動を共にした。
ネフライト
世界を手中に収めることができるという幻の銀水晶を探している。直情的な性格。クイン・ベリルを慕っていたが、度重なる失敗を理由に人間界へと追放される。その後元基に拾われてクラウンのアルバイトとして生活し、亜美を意識するようになる。元基からのあだ名は「ネフ吉」「ネフりん」。
ゾイサイト
ピアノの音楽を武器にプリンセスを探している。自室にこもってピアノを弾いていることが多い。前世の記憶を持ち、傍観的な姿勢を取る。エンディミオンの生まれ変わりである衛を監視している。
クンツァイト
記憶喪失の洋館の青年・シンとして登場するが、覚醒後は前世の世界の崩壊を招いたエンディミオン（衛）と敵対。冷酷で腕は立つが、自分勝手な行動が目立つ。
黒木ミオ
クイン・ベリルの分身的存在であり、愛野美奈子のライバルの人気アイドル。
うさぎのクラスの転校生として現れ、うさぎに友好的に接しながらクラスから孤立させるなど、陰険な策略でうさぎを心理的に追い詰めた。「Special Act」ではクイン・ベリルに代わる新女王として地球の支配を企て、最後は植物型の巨大妖魔に変身した。
日下陽菜
衛の幼馴染で許嫁。両親を亡くして記憶喪失になった衛を援助し、高校卒業と同時にロンドン留学へ向かう予定だったが、衛に好きな人がいると感じて婚約を撤回した。「ヒガシのお祭り」では坪井アナウンサーと共に司会を担った。「Special Act」では人気女優になっている。
坪井アナウンサー
名古屋のローカルテレビ局に在籍の人気実力アナウンサー。日下と共に司会を担っている。演じたのは、CBC制作のテレビアニメで3作も出演していたつボイノリオであるが、本作では声優だけでなく、テレビドラマでは初めて顔出し出演している。
プリンセス・セレニティ
月の王国の王女で、うさぎの前世。恋人のエンディミオンを失った悲しみを幻の銀水晶に増幅され、前世の世界を滅ぼしてしまった。
プリンセス・セレニティやクイーン・セレニティ（「Special Act」）は黒髪でツインシニヨンではなく、長さもぐんと短い。衣装も変わっている。
プリンス・エンディミオン
地球の王国の王子で、衛の前世。セレニティと禁断の恋に落ち、月と地球の戦争で彼女を庇って命を落とした。原作と異なり、白い服を着ている。

### オリジナル形態
ダークマーキュリー
セーラーマーキュリーがクンツァイトに洗脳されて悪の心に染まった姿。衣装の色は黒と青で、武器は氷の剣。変身呪文は「ダークパワー・メイクアップ」。
普段の亜美とは別人のように好戦的で、他の四人も太刀打ちできないほどの戦闘力を持つ。
亜美の心に踏み込んだ点も含めて、実写オリジナルの展開としては好評で、アニメ風にアレンジしたダークマーキュリーのガレージキットのフィギュアも造られた。
セーラールナ
人間の少女になったルナが変身するセーラー戦士。決め台詞は「愛と小さき者たちのセーラー服美少女戦士、セーラールナ」。衣装の色は黄色と紫で、月のアクセサリーと鈴、猫耳などの小物が付いている。変身携帯ルナティアLと、ハリセンに変化するムーンライトスティックを持っている。変身呪文は「ルナ・プリズム・パワー・メイクアップ」。必殺技は「ルーナ・シュクル・キャンディ」。
基本的にギャグ担当のにぎやかしキャラで、原作やテレビアニメ劇場版の大人びた人間バージョンとは落差がある。原作第5部の「セーラー戦士になれるマウ星人はセーラーマウだけ」という設定にも合わない。ただし、キャラデザインと「お菓子が大好き」という設定は原作者自らによるもの。子役である問題からスタントマンが存在しないため、妖魔や四天王との対決でも必殺技を使って立ち向かうこともあるが通用せず、戦闘不能にされるか逃げ回る場面がほとんどである。
セーラールナ役の小池里奈は当初ちびうさ役のオーディションを受けて合格、その後セーラールナに正式決定した。これは当時設定が固まっていなかった「新キャラクター」役のオーディションを、暫定的にちびうさ役として行ったためである。
プリンセス・セーラームーン
プリンセス・セレニティがセーラー戦士として復活した姿。うさぎが強い負の感情を感じると変身し、うさぎ自身の人格は引っ込められてしまう。
衣装の色は紺色と薄ピンクで、たっぷりの真珠とフリルが付いている。武器は聖剣とハープに変形する「プリンセスハープ」。傷を癒やす力と、星を滅ぼすほどの攻撃力を持っている。

## 設定
セーラー戦士
原作の新装版に沿ったデザインに変更。大きな変更点は以下のようなものがある。
決め台詞が「○○と××の戦士」「○○に代わっておしおきよ（だ）」に統一され、「戦士の力に目覚める」というパワーアップがある。原作やアニメではうさぎと美奈子だけにあった変装アイテムの変身ペンの代わりに、通信機能付き変装アイテム「変身携帯テレティアS」を全員が所持。宙返りや側転のアクションが多い。
四人のセーラー戦士は銀のブレスレットから変化する「ジュエリースターブレスレット」で変身し、新装備「セーラースタータンバリン」から光線を撃ったり、戦士の力を増幅させ、最終決戦とオリジナルビデオでは武器に変化させた。
セーラームーン
金のペンダントから変化する、コズミックコンパクト風のリップ入りブローチ「ハートムーンブローチ」に変身アイテムが変更された。
セーラーマーキュリー
ノースリーブになった（正確には肩の防具が一人だけ外されたデザイン）。水流と水滴の声を聞き、敵の行動を予測する。
セーラーマーズ
腰に赤い宝石のブローチ（腰の中央にアミュレットが付いた）。
セーラージュピター
腰にバラのポプリ入りのポシェットが付いた。草木の風の声を聞き、行動を導く制御を行う。
セーラーヴィーナス
腰や頭のリボンにチェーンが追加された。他の仲間は変身後も本名で呼び合うが、ヴィーナスだけは後半まで仲間を戦士名で呼んで「ヴィーナス」と呼ばれた。
その他
タキシード仮面の仮面に藍色の石がついている。
原作とアニメで第2期から登場するちびうさと外部太陽系戦士は登場しない。
前世世界を滅ぼしたのはプリンセスだった。クインメタリアは銀水晶に増幅されたプリンセスの「負」の心という設定。

## キャスト

### レギュラー・準レギュラー
- 月野うさぎ / セーラームーン / プリンセス・セレニティ - 沢井美優
- 水野亜美 / セーラーマーキュリー / ダークマーキュリー - 浜千咲（現・泉里香）（幼少期：松元環季）
- 火野レイ / セーラーマーズ - 北川景子[注 3]（幼少期：田中明）
- 木野まこと / セーラージュピター - 安座間美優（幼少期：鳴海美翔）
- 愛野美奈子 / セーラーヴィーナス - 小松彩夏
- 地場衛 / タキシード仮面 / マスター・エンディミオン - 渋江譲二
- ルナ - 潘恵子（声の出演）
- アルテミス - 山口勝平（声の出演）
- クインベリル - 杉本彩
- ジェダイト - 増尾遵
- ネフライト - 松本博之
- ゾイサイト - 遠藤嘉人
- クンツァイト / シン - 窪寺昭
- 妖魔（各回の登場妖魔） - 塩野勝美（声の出演）
- 大阪なる - 河辺千恵子[注 4]
- 月野育子 - 森若香織
- 月野進悟 - 武子直輝
- 古幡元基 - 黄川田将也
- 桜田春菜 - 大寶智子

#### オリジナルキャラクター
- ルナ（人間時） / セーラールナ - 小池里奈（26 - 49）
- 日下陽菜 - 松下萌子（16 - 26、Act.ZERO）
- 黒木ミオ - 有紗（29 - 48、Special Act.）
- 木村桃子 - 清浦夏実
- 阿部香奈美 - 平井愛子
- 坪井アナウンサー - つボイノリオ（友情出演、31 - 33）
- 斎藤菅生 - 池田成志（act11,12,39,40）

### ゲスト出演
- 大阪まゆみ（なるの母） - 渡辺典子（act1）
- アルトゼミナール講師 - 春木みさよ（act2）
- 女生徒 - 金田莉奈、星野智美（act2）
- 桜木由加 - みさきゆう（act4）
- アナウンサー - 牧里江子（act4,15）
- DJ - 露木亮介（act4,28）
- タケル - 田代功児（act6）
- シュン - 上杉祐斗（act6）
- マサ - 髙山基彦（act6）
- クラ - 奥野木純（act6）
- 高井康太 - 三嶋啓介（act7）
- 村田 - 宮下今日子（act8）
- 美奈子のマネージャー - 長友克巳（act8,10）
- 司会者 - 北村隆幸（act8）
- お付き役 - 鈴木淳至（act8）
- 偽タキシード仮面 - 弓削智久（act9）
- 青井輝明 - 木村靖司（act10）
- 成田政信 - 森富士夫（act10）
- エリカ - 小池彩夢（act10）
- 松尾 - 細川智三（act11）
- アユミ - 国光レイナ（act13）
- 役名不明（声） - 橋口未和（act14）[8]
- 上島 - 吉田朝（act15）
- 中本 - 山中崇（act15）
- 下村 - 花井京乃助（act15）
- 警官 - 寺十吾（act15）
- 菊池先生 - 松井涼子（act16 - 18）
- 神父 - ビクター・カサレ（act17,18）
- 野崎ひかり - 望月瑛蘭（act19,20）
- 清水大地 - 松川真之介（act19,20）
- 看護婦 - 弘中麻紀（act23）
- 愛野美奈子のバンドメンバー（act30）
  - ギター担当 - 高取ヒデアキ
  - キーボード担当 - 松本美千穂
  - ベース担当 - 熊田和生
  - ドラム担当 - 八木仁
- ユウト - 一條俊（act32）
- 火野隆司（火野レイの父） - 升毅（act33,34）
- 水野冴子（水野亜美の母） - 筒井真理子（act33,34）
- コウタ：依田悠希（act45,46）
- キューティ・ケンコー（セーラーVと対決した怪盗。名前は佐藤健光監督のパロディ） - IZAM（Act.ZERO）
  - キューティ・ケンコーの部下 - ビジュアル・コレオグラファーの彩木映利[9]他、TVシリーズでセーラー戦士のスタントを担当したアクトレスが顔出し出演（Act.ZERO）

### クロスプログラム担当
- 『知っとこ!』のクロスプログラム担当者 - 松嶋尚美

## スタッフ
- 企画：加藤直次（CBC）、渡辺哲也（電通）
- チーフプロデューサー：岡﨑剛之（CBC）、竹澤寿之（CAZBE）
- プロデュース：矢田晃一（東映エージエンシー）、坂田雄馬（電通）、白倉伸一郎・丸山真哉（東映）
- 脚本：小林靖子
- 監督：田﨑竜太、高丸雅隆、舞原賢三、鈴村展弘、佐藤健光
- 特撮監督：佛田洋
- 音楽：大島ミチル
- 撮影：松村文雄、上赤寿一、川口滋久、上林秀樹、小林元、いのくままさお
- 照明：斗沢秀、水本富男
- 美術：山下宏、長谷川真弘
- 録音：土屋和之（第1話 - 最終話・テレビ全放映分）、井家眞紀夫
- 録音助手：松本敦子
- ビジュアルコレオグラファー：彩木映利
- スタントコーディネーター：宮崎剛、石垣広文（第11話・第12話・第14話）[10] [11]、玉寄兼一郎（第17話 - 第49話）
- 吹き替え：水谷健[12]
- 妖魔：白井雅士[10]、永瀬尚希[12]、中島俊介[12]
- セーラー戦士アクション：今村ゆり子、半澤友美（G-Rockets）
- デザイン：竹田団吾（衣裳） 、篠原保（妖魔）
- 助監督：加藤弘之、塩川純平、大峯靖弘、細屋朱美、鳥飼久仁、ほか
- 番組宣伝：重松和世（CBC）
- VFXスーパーバイザー：佐藤敦紀
- CG：Motor/lieZ、特撮研究所、日本エフェクトセンター、日本映像クリエイティブ
- 造型：レインボー造型企画
- 技術協力：映広、共立、東映ラボ・テック
- 企画制作協力：電通、CAZBE、東映エージエンシー
- 製作・著作：中部日本放送、東映

## 主題歌・劇中歌

### 主題歌
アニメ版とは異なり、本作品にはエンディングが存在しない。後にこの枠で放送された『ウルトラマンマックス』やその後継作品『ウルトラマンメビウス』も同様である。
「キラリ☆セーラードリーム!」
作詞 - 武内直子 / 作曲 - 羽場仁志 / 編曲 - 京田誠一 / 歌 - 小枝（さえ）
第49話（最終話）を除く全話で使用。
OP映像では一部分（サビ前とサビ終盤前の変身した姿で踊りながら歌っているシーン）を主演者5人が歌唱している。
「Friend」
作詞 - 丸山真哉 / 作曲・編曲 - 髙見優 / 歌 - 月野うさぎ（沢井美優）・水野亜美（浜千咲）・火野レイ（北川景子）・木野まこと（安座間美優）・愛野美奈子（小松彩夏）
第49話（最終話）のエンドロールに使用。『美少女戦士セーラームーン Pretty Guardian SAILORMOON オリジナル ソング アルバム「Dear My Friend」』に収録されていた楽曲。

### 劇中歌
「C'est la vie 〜私のなかの恋する部分」
作詞 - 岩里祐穂 / 作曲・編曲 - 平間あきひこ / 歌 - 愛野美奈子（小松彩夏）
「Romance」
作詞・作曲 - 杉浦篤 / 編曲 - 秋葉原健介 / 歌 - 愛野美奈子（小松彩夏）
「Kiss!2 Bang!2」
作詞 - 田形美喜子 / 作曲・編曲 - 髙見優 / 歌 - 愛野美奈子（小松彩夏）
作中の音楽ソフト
C'est la vie 〜私のなかの恋する部分（セ・ラ・ヴィ 〜わたしのなかのこいするぶぶん）
愛野美奈子の初回限定盤シングル。『Act.ZERO』で初登場。セカンドアルバム「VENUS」先行発売のシングルとして、2003年夏にリリースされた。初回特典は愛野美奈子特大ポスター付き。Act.1で月野うさぎの部屋にはそれが貼ってある。

IMITATION（イミテーション）
愛野美奈子の2002年のファーストアルバム。全9曲が1枚CDにわたり収録された。『Act.ZERO』で初登場。劇中の電子掲示板に表示される収録曲目は以下のとおり。
1. 始まりの伝説
2. IMITATION
3. 負けるな!クリスマスガール
4. LOVE vs DREAM
5. うれしくて…
6. ナイショ!
7. ハートはORANGE
8. 白い出会い
9. MAKE UP! POWER!!

VENUS（ヴィーナス）
愛野美奈子のセカンドアルバム。CDのポスターに「VENUS 03.09.24 IN STORE」と書かれている。全12曲が収録された。Act.2で初登場。

## 全話リスト
※各話サブタイトルの出典は『美少女戦士セーラームーン 完全版メモリアルブック』のパーフェクト・エピソードガイドより。
| 放送日・発売日                          | 話数        | サブタイトル                                 | 監督     |
| --------------------------------------- | ----------- | -------------------------------------------- | -------- |
| 2003年10月4日                           | Act.1       | わたしがセーラームーン!                      | 田﨑竜太 |
| 10月11日                                | Act.2       | 亜美ちゃんが仲間になったわ                   | 田﨑竜太 |
| 10月18日                                | Act.3       | 三人目の戦士はみこのレイちゃん               | 高丸雅隆 |
| 10月25日                                | Act.4       | パーティーに潜入よ!                          | 高丸雅隆 |
| 11月1日                                 | Act.5       | うさぎちゃんは本当の友達?                    | 舞原賢三 |
| 11月8日                                 | Act.6       | 転校生はセーラージュピター                   | 舞原賢三 |
| 11月15日                                | Act.7       | 変身するのをみられちゃった!                  | 田﨑竜太 |
| 11月22日                                | Act.8       | レイとお父さん                               | 田﨑竜太 |
| 11月29日                                | Act.9       | 守れ! 幻の銀水晶                             | 鈴村展弘 |
| 12月6日                                 | Act.10      | わらわが闇の女王クイン・ベリル               | 鈴村展弘 |
| 12月13日                                | Act.11      | 本物の美奈子ちゃんに会っちゃった!            | 高丸雅隆 |
| 12月20日                                | Act.12      | セーラーVの正体はプリンセスだったの!         | 高丸雅隆 |
| 12月27日                                | Act.13      | 四天王最後の一人クンツァイトあらわる         | 舞原賢三 |
| 2004年1月10日                           | Act.14      | うさぎが妖魔に?                              | 舞原賢三 |
| 1月17日                                 | Act.15      | どろぼうをおしおきよ!                        | 鈴村展弘 |
| 1月24日                                 | Act.16      | 大阪さんをたすけなきゃ!                      | 鈴村展弘 |
| 1月31日                                 | Act.17      | レイのめのまえで美奈子が変身!                | 佐藤健光 |
| 2月7日                                  | Act.18      | ついにそろった5人のセーラー戦士              | 佐藤健光 |
| 2月14日                                 | Act.19      | うさぎのドキドキバレンタイン                 | 高丸雅隆 |
| 2月21日                                 | Act.20      | 陽菜さんは衛の婚約者だったの…                | 高丸雅隆 |
| 2月28日                                 | Act.21      | 亜美ちゃんになにをした!                      | 舞原賢三 |
| 3月6日                                  | Act.22      | 亜美ちゃんが敵のてに…                        | 舞原賢三 |
| 3月13日                                 | Act.23      | 戦士の力を目覚めさせるため、うたうレイ       | 佐藤健光 |
| 3月20日                                 | Act.24      | やっぱり地場衛のことがわすれられないの       | 佐藤健光 |
| 3月27日                                 | Act.25      | タキシード仮面の正体が地場衛だったなんて…    | 高丸雅隆 |
| 4月3日                                  | Act.26      | うさぎちゃんが本当のプリンセス!              | 高丸雅隆 |
| 4月17日                                 | Act.27      | ルナがセーラー戦士になっちゃった!            | 舞原賢三 |
| 4月24日                                 | Act.28      | 亜美ちゃんおかえり!                          | 舞原賢三 |
| 5月1日                                  | Act.29      | 美奈子のライバル、黒木ミオが転校生?          | 佐藤健光 |
| 5月8日                                  | Act.30      | うさぎをだまそうとするミオ                   | 佐藤健光 |
| 5月15日                                 | Act.31      | ジュピターが戦士の力に目覚めた!              | 高丸雅隆 |
| 5月22日                                 | Act.32      | かえってきた衛                               | 高丸雅隆 |
| 5月29日                                 | Act.33      | 亜美ちゃんが転校?                            | 舞原賢三 |
| 6月5日                                  | Act.34      | はなしあう親子                               | 舞原賢三 |
| 6月12日                                 | Act.35      | セーラーヴィーナスとゾイサイトが協力?        | 鈴村展弘 |
| 6月19日                                 | Act.36      | プリンセス・セーラームーン登場!              | 鈴村展弘 |
| 6月26日                                 | Act.37      | プリンセスがわざわいをおこす!?               | 高丸雅隆 |
| 7月3日                                  | Act.38      | 信じて! ぜったい、星はほろびない!!           | 高丸雅隆 |
| 7月10日                                 | Act.39      | うさぎちゃんのママがレポーターにちょうせん!! | 舞原賢三 |
| 7月17日                                 | Act.40      | 美奈子VSレイバトルのゆくえは?                | 舞原賢三 |
| 7月24日                                 | Act.41      | じつは戦士なの!                              | 佐藤健光 |
| 7月31日                                 | Act.42      | 幻の銀水晶の力は使わない!                    | 佐藤健光 |
| 8月7日                                  | Act.43      | うさぎと衛の約束                             | 鈴村展弘 |
| 8月14日                                 | Act.44      | 石にもどったゾイサイト                       | 鈴村展弘 |
| 8月21日                                 | Act.45      | メタリア妖魔のはげしい攻撃                   | 高丸雅隆 |
| 8月28日                                 | Act.46      | 戦士の力にめざめたセーラーヴィーナス         | 高丸雅隆 |
| 9月4日                                  | Act.47      | さようなら、美奈子                           | 鈴村展弘 |
| 9月18日                                 | Act.48      | 衛がメタリアにのっとられた!                  | 鈴村展弘 |
| 9月25日                                 | Act.49      | 前世をのりこえた5人の戦士たち                | 舞原賢三 |
| 2004年11月26日 （オリジナルビデオ作品） | Special Act | わたしたち結婚します!!                       | 舞原賢三 |
| 2005年3月25日 （オリジナルビデオ作品）  | Act.ZERO    | セーラーV誕生!                               | 高丸雅隆 |

## 放送局
| 放送地域       | 放送局             | 放送日時           | 備考                |
| -------------- | ------------------ | ------------------ | ------------------- |
| 中京広域圏     | 中部日本放送       | 土曜 7:30 - 8:00   | 製作局              |
| 北海道         | 北海道放送         | 土曜 7:30 - 8:00   |                     |
| 青森県         | 青森テレビ         | 土曜 7:30 - 8:00   |                     |
| 岩手県         | IBC岩手放送        | 土曜 7:30 - 8:00   |                     |
| 宮城県         | 東北放送           | 土曜 7:30 - 8:00   |                     |
| 山形県         | テレビユー山形     | 土曜 7:30 - 8:00   |                     |
| 福島県         | テレビユー福島     | 土曜 7:30 - 8:00   |                     |
| 関東広域圏     | 東京放送           | 土曜 7:30 - 8:00   |                     |
| 新潟県         | 新潟放送           | 土曜 7:30 - 8:00   |                     |
| 長野県         | 信越放送           | 土曜 7:30 - 8:00   |                     |
| 山梨県         | テレビ山梨         | 土曜 7:30 - 8:00   | [ 注 8 ]            |
| 静岡県         | 静岡放送           | 土曜 7:30 - 8:00   |                     |
| 富山県         | チューリップテレビ | 土曜 7:30 - 8:00   |                     |
| 石川県         | 北陸放送           | 土曜 7:30 - 8:00   |                     |
| 近畿広域圏     | 毎日放送           | 土曜 7:30 - 8:00   |                     |
| 鳥取県・島根県 | 山陰放送           | 土曜 7:30 - 8:00   |                     |
| 岡山県・香川県 | 山陽放送           | 土曜 7:30 - 8:00   |                     |
| 広島県         | 中国放送           | 土曜 7:30 - 8:00   |                     |
| 山口県         | テレビ山口         | 土曜 7:30 - 8:00   | 2004年4月よりネット |
| 愛媛県         | あいテレビ         | 土曜 7:30 - 8:00   | [ 注 8 ]            |
| 福岡県         | RKB毎日放送        | 土曜 7:30 - 8:00   |                     |
| 長崎県         | 長崎放送           | 土曜 7:30 - 8:00   |                     |
| 熊本県         | 熊本放送           | 土曜 7:30 - 8:00   |                     |
| 大分県         | 大分放送           | 土曜 7:30 - 8:00   |                     |
| 宮崎県         | 宮崎放送           | 土曜 7:30 - 8:00   |                     |
| 鹿児島県       | 南日本放送         | 土曜 7:30 - 8:00   |                     |
| 沖縄県         | 琉球放送           | 土曜 7:30 - 8:00   | [ 注 8 ]            |
| 高知県         | テレビ高知         | 水曜 16:24 - 16:54 | 遅れネット          |

## 関連商品

### 書籍

#### 単行本
- 美少女戦士セーラームーン 完全版メモリアルブック（小学館 2004年10月に発売） ISBN 978-4-09-110656-8

#### 写真集
- 美少女戦士セーラームーン ビジュアル・ブック（2004年4月、ソニー・マガジンズ）撮影・細野晋司 ISBN 978-4-7897-2257-5

#### テレビ絵本
講談社のテレビ絵本「美少女戦士セーラームーン」(全5巻+別巻2巻)
| 巻   | 発売日     | サブタイトル                                 | ISBN           |
| ---- | ---------- | -------------------------------------------- | -------------- |
| 1    | 2003年11月 | わたしが せんし?                             | 978-4063442847 |
| 2    | 2003年12月 | セーラーマーズ セーラージュピター とうじょう | 978-4063442878 |
| 3    | 2004年3月  | プリンセスの ひみつ                          | 978-4063442908 |
| 4    | 2004年8月  | プリンセスと エンディミオン                  | 978-4063442977 |
| 5    | 2004年9月  | セーラーせんし、 さいごの たたかい           | 978-4063443134 |
| 別巻 | 2005年1月  | スペシャルアクト                             | 978-4063443257 |
| 別巻 | 2005年6月  | アクトゼロ～セーラーVたんじょう!             | 978-4063443356 |

- 1巻から5巻はテレビシリーズ、別巻はテレビシリーズ終了後に発売されたオリジナルビデオ作品を元にした内容。

小学館のテレビ絵本「美少女戦士セーラームーン」(全6巻)
| 巻 | 発売日     | サブタイトル                            | ISBN           |
| -- | ---------- | --------------------------------------- | -------------- |
| 1  | 2003年11月 | セーラームーン たんじょう!              | 978-4091156013 |
| 2  | 2003年12月 | セーラーせんし せいぞろい               | 978-4091156020 |
| 3  | 2004年3月  | たたかうプリンセス セーラーヴィーナス   | 978-4091156037 |
| 4  | 2004年4月  | しんせんし セーラールナ とうじょう      | 978-4091156044 |
| 5  | 2004年8月  | プリンセス・セーラームーン たんじょう!! | 978-4091156051 |
| 6  | 2004年9月  | セーラーせんし さいごのたたかい         | 978-4091156068 |

### 音楽CD

#### 主題歌シングル
| 枚 | 発売日         | タイトル                 | 規格品番   |
| -- | -------------- | ------------------------ | ---------- |
| 1  | 2003年11月19日 | キラリ☆セーラードリーム! | COCC-15610 |

#### キャラクターシングル
| 枚 | 発売日        | タイトル                      | 規格品番   |
| -- | ------------- | ----------------------------- | ---------- |
| 1  | 2004年3月31日 | セーラームーン 月野うさぎ     | COCC-15636 |
| 2  | 2004年4月21日 | セーラーマーキュリー 水野亜美 | COCC-15637 |
| 3  | 2004年3月31日 | セーラーマーズ 火野レイ       | COCC-15638 |
| 4  | 2004年4月21日 | セーラージュピター 木野まこと | COCC-15639 |
| 5  | 2004年4月21日 | セーラーヴィーナス 愛野美奈子 | COCC-15640 |

#### DJ MOON
| 枚 | 発売日        | タイトル                           | 規格品番   |
| -- | ------------- | ---------------------------------- | ---------- |
| 1  | 2004年2月18日 | 美少女戦士セーラームーン DJ MOON 1 | COCX-32652 |
| 2  | 2004年5月19日 | 美少女戦士セーラームーン DJ MOON 2 | COCX-32738 |
| 3  | 2004年7月21日 | 美少女戦士セーラームーン DJ MOON 3 | COCX-32829 |

#### コロちゃんパック
| 枚 | 発売日        | タイトル                                   | 規格品番  |
| -- | ------------- | ------------------------------------------ | --------- |
| 1  | 2004年2月25日 | 美少女戦士セーラームーン コロちゃんパック  | COCZ-1002 |
| 2  | 2004年5月19日 | 美少女戦士セーラームーン コロちゃんパック2 | COCZ-1012 |
| 3  | 2004年7月21日 | 美少女戦士セーラームーン コロちゃんパック3 | COCZ-1014 |

#### オリジナルアルバム
| 枚 | 発売日         | タイトル                                                         | 規格品番   |
| -- | -------------- | ---------------------------------------------------------------- | ---------- |
| 1  | 2004年6月23日  | 美少女戦士セーラームーン オリジナルソングアルバム Dear My Friend | COCX-32782 |
| 2  | 2004年11月25日 | 美少女戦士セーラームーン 〜全曲集〜                              | COCX-33009 |

#### CD-BOX
| 発売日        | タイトル                                                               | 規格品番               |
| ------------- | ---------------------------------------------------------------------- | ---------------------- |
| 2004年9月22日 | 美少女戦士セーラームーン Moonlight Real Girl Memorial CD-BOX           | COCX-32878→80（3枚組） |
| 収録枚        |                                                                        |                        |
| -             | Vol.1 - 美少女戦士セーラームーン レアトラック コレクション             | COCX-32878             |
| -             | Vol.2 - 美少女戦士セーラームーン 一夜限りの特別番組 ラジオ特番 DJ MOON | COCX-32879             |
| -             | Vol.3 - I'll Be Here                                                   | COCX-32880             |

#### 未発売CD
2003年12月17日に『美少女戦士セーラームーン オリジナル・サウンドトラック』が発売予定であったが、発売中止となった。規格品番COCX-32472。全15曲収録予定であった。

### ビデオ・DVD
- 美少女戦士セーラームーン DVD-BOX 全2箱 （全巻封入特典）
  - 美少女戦士セーラームーン（1）〜（12）（2004年3月 - 2005年2月、バンダイビジュアル[13]）
- いっしょにおどろう! セーラームーン・スーパーダンスレッスン（2004年7月、小学館）[注 9]
- 美少女戦士セーラームーン キラリ☆スーパーライブ（2004年8月、バンダイビジュアル）
- 美少女戦士セーラームーン Special Act.（2004年11月、バンダイビジュアル）
- 美少女戦士セーラームーン Act.ZERO（2005年3月、バンダイビジュアル）
- 美少女戦士セーラームーン Super Special DVD-BOX（2011年9月、バンダイビジュアル）

## エピソード
この実写版では、原作を連載していた講談社のライバル会社である小学館も出版権を獲得し、小学館から幼児向け雑誌での連載や、上記のメモリアルブックが発売されていた。講談社側は幼児向け雑誌で原作本の宣伝や読者プレゼントページとは別に連載ページでプレゼントをするなどしていた。
次番組である『知っとこ!』のクロスプログラムでは、うさぎら6人の掛け合いで瞬間移動してから、司会の松嶋尚美の「知っとこ!」のコールが鳴って番組がスタートする構成となっている。なお、クロスプログラムは次の通りである。
- - TBS共通の「チャラーン」のジングル音が鳴る
  - 月野うさぎ（沢井美優）、水野亜美（浜千咲）、火野レイ（北川景子）、木野まこと（安座間美優）愛野美奈子（小松彩夏）、地場衛（渋江譲二）「この後は…」
  - 松嶋尚美「「知っとこ!」見てね。」

なお、『モンスターファーム』開始以来続いてきたクロスプログラムは本番組が最後となっている為、次番組以降は出演者を置けず、松嶋の単独によるクロスプログラムが放送されるようになっている。